# كوراي أرسلان
كوراي أرسلان (بالتركية: Koray Arslan)‏ (1 أكتوبر 1983 بنيدا في تركيا - ) هو لاعب كرة قدم تركي في مركز الدفاع. لعب مع أنطاليا سبور وإسكيشهرسبور وبوجاسبور وغازي عنتاب سبور وكارسياكا ونادي بلدية آكهيسار سبور ونادي جوزتيبي وİstanbul Güngörenspor ‏.

## وصلات خارجية
- كوراي أرسلان على موقع الاتحاد الأوربي (الإنجليزية)
- كوراي أرسلان على موقع اتحاد تركيا (لاعب) (الإنجليزية)
- كوراي أرسلان على موقع قاعدة بيانات كرة القدم.إي يو (الإنجليزية)
- كوراي أرسلان على موقع Soccerway.com (الإنجليزية)
- كوراي أرسلان على موقع عالم كرة القدم.نت (الإنجليزية)